# HMS Prince Royal (1611)

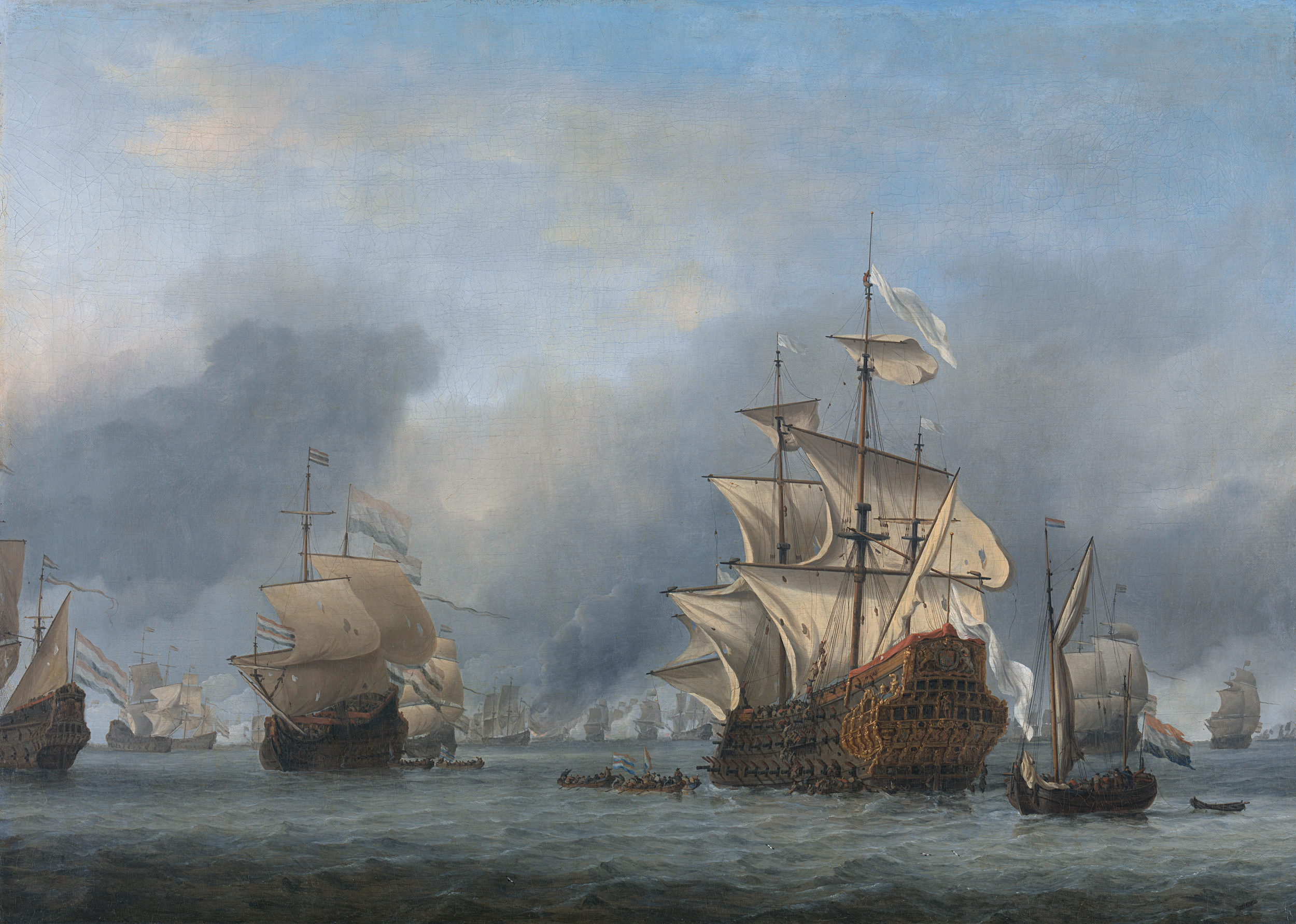
De overgave van de HMS Prince Royal tijdens de Vierdaagse Zeeslag op 3 juni 1666. Geschilderd door Willem van de Velde de Jonge.

HMS Prince Royal was een oorlogsschip (55 kanonnen) van de Royal Navy.
In 1607 beval Jacobus I van Engeland de bouw van een big ship naar een ontwerp van Phineas Pett I. De kiel werd op 20 oktober 1608 gelegd in Woolwich. Het schip werd op 25 september 1610 te water gelaten. In 1611 werd het in dienst genomen als de Prince Royal. De naam verwijst naar kroonprins Hendrik Frederik Stuart die een grote belangstelling had voor de Engelse marine en ondanks zijn jeugdige leeftijd een drijvende kracht was geweest achter de bouw.

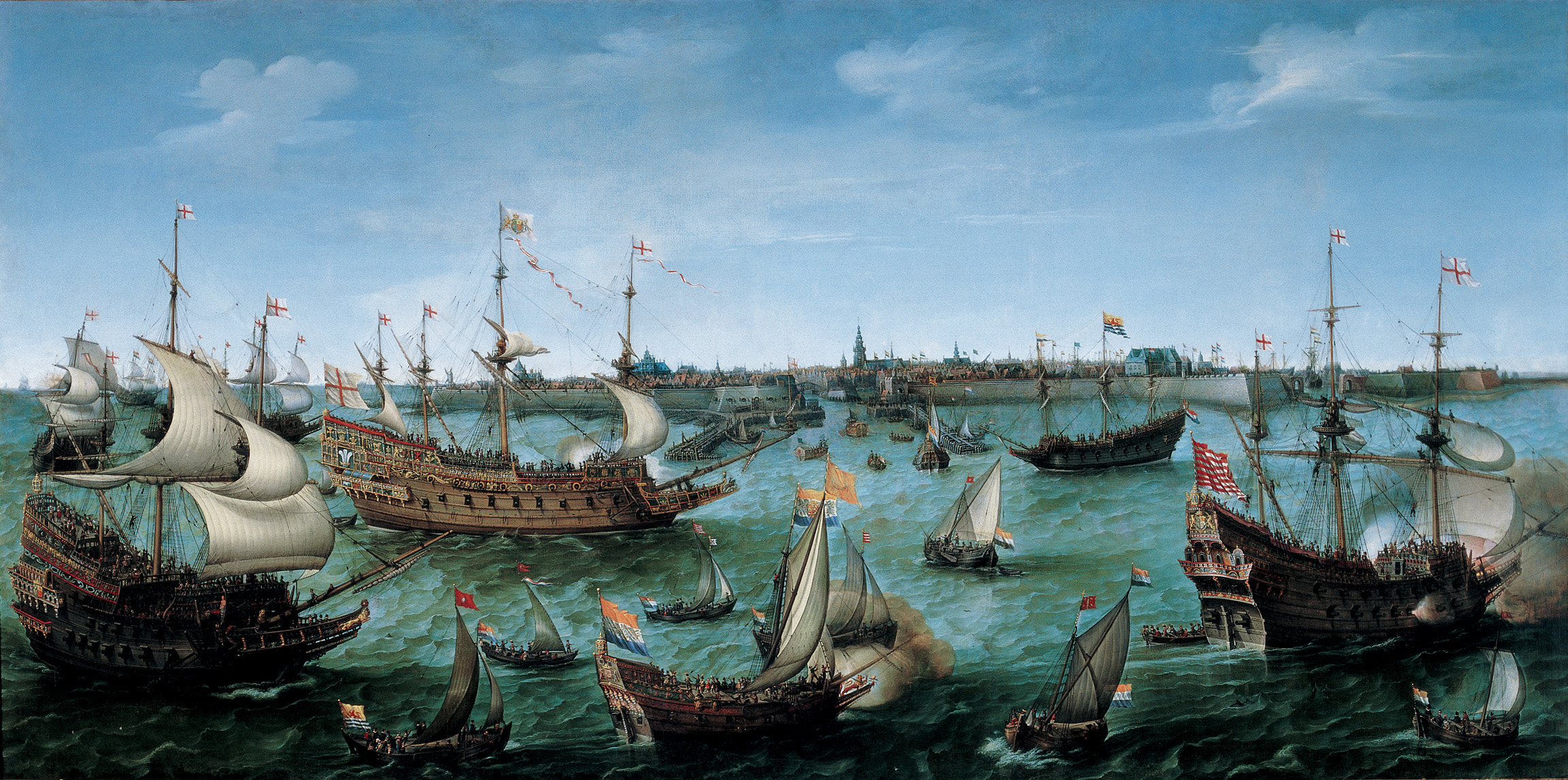
Prince Royal doet Vlissingen aan in 1613

De Prince Royal was indertijd met zo'n 1200 ton waterverplaatsing het krachtigste Engelse oorlogsschip. In 1613 bracht het, onder commando van Lord High Admiral Charles Howard, keurvorst Frederik V van de Palts met zijn bruid Elizabeth Stuart van Dover naar Vlissingen. Van deze gebeurtenis bestaan verschillende bekende schilderijen waaronder een van de hand van Hendrik Cornelisz. Vroom.
De Prince Royal was oorspronkelijk een tweedekker met een hiaat op het halfdek. Al na enige jaren werd duidelijk dat het te snel gebouwd was, voordat het eikenhout voldoende tijd had gehad te drogen. Het hout begon weer te werken. In 1621 werd het voor zesduizend pond geheel verbouwd waarbij alle drie de kanondekken werden doorgetrokken. Daarmee werd het de eerste Engelse driedekker. Bij deze gelegenheid werd ook de vierde mast op het achterschip verwijderd. In 1623 deed het mee aan een expeditie tegen Spanje waarna het opnieuw voor duizend pond verbouwd moest worden. In 1625 haalde het schip Henriëtta Maria van Frankrijk, de bruid van Karel I van Engeland, uit Boulogne. Een nieuwe volledige herbouw volgde in de periode 1639-1641, waarbij het werd omgebouwd tot een admiraalsschip met 70 kanonnen.
Gedurende het Engelse Gemenebest, een republiek, werd het schip in 1649 hernoemd naar Resolution en vocht het onder die naam mee tijdens de Eerste Engels-Nederlandse oorlog waarbij het ingezet werd als linieschip. In de Zeeslag bij Nieuwpoort sneuvelde general-at-sea Richard Deane aan boord van de Prince Royal. Na de Engelse restauratie in 1660 kreeg het schip zijn oorspronkelijke naam terug, de Prince Royal. In deze tijd werd deze naam echter niet goed meer begrepen en duiken vormen op als Royal Prince of simpelweg Prince. Een herbouwing van het schip volgde in 1663, waarbij het linieschip werd uitgerust met 92 kanonnen.
Tijdens de Zeeslag bij Lowestoft in 1665, onderdeel van de Tweede Engels-Nederlandse oorlog, fungeerde de HMS Prince Royal als vlaggenschip van Edward Montagu. Een jaar later was het wederom een vlaggenschip, nu van vice-admiraal George Ayscue. Hij deed met dit schip mee met de Vierdaagse Zeeslag. Op de derde dag liep het schip, toen de Engelse vloot naar de Theems vluchtte, vast op een zandbank, de Galloper. Nederlandse branders naderden de HMS Prince Royal, waarop de bemanning in paniek raakte. Een zekere Lambeth liet de vlag zakken waardoor Ayscue genoodzaakt was zich over te geven aan luitenant-admiraal Cornelis Tromp en schout-bij-nacht Isaac Sweers op de Gouda. De Nederlanders lukte het om het schip van de zandbank te krijgen, maar het schip was door de schade slecht te besturen. Omdat de slag nog niet voorbij was, besloot luitenant-admiraal Michiel de Ruyter het schip te laten verbranden volgens de richtlijnen van de Staten-Generaal die verboden enig risico te nemen dat een schip heroverd zou worden. Cornelis Tromp was daar zeer ontstemd over en zou jarenlang compensatie eisen voor het misgelopen prijsgeld.

## Galerij

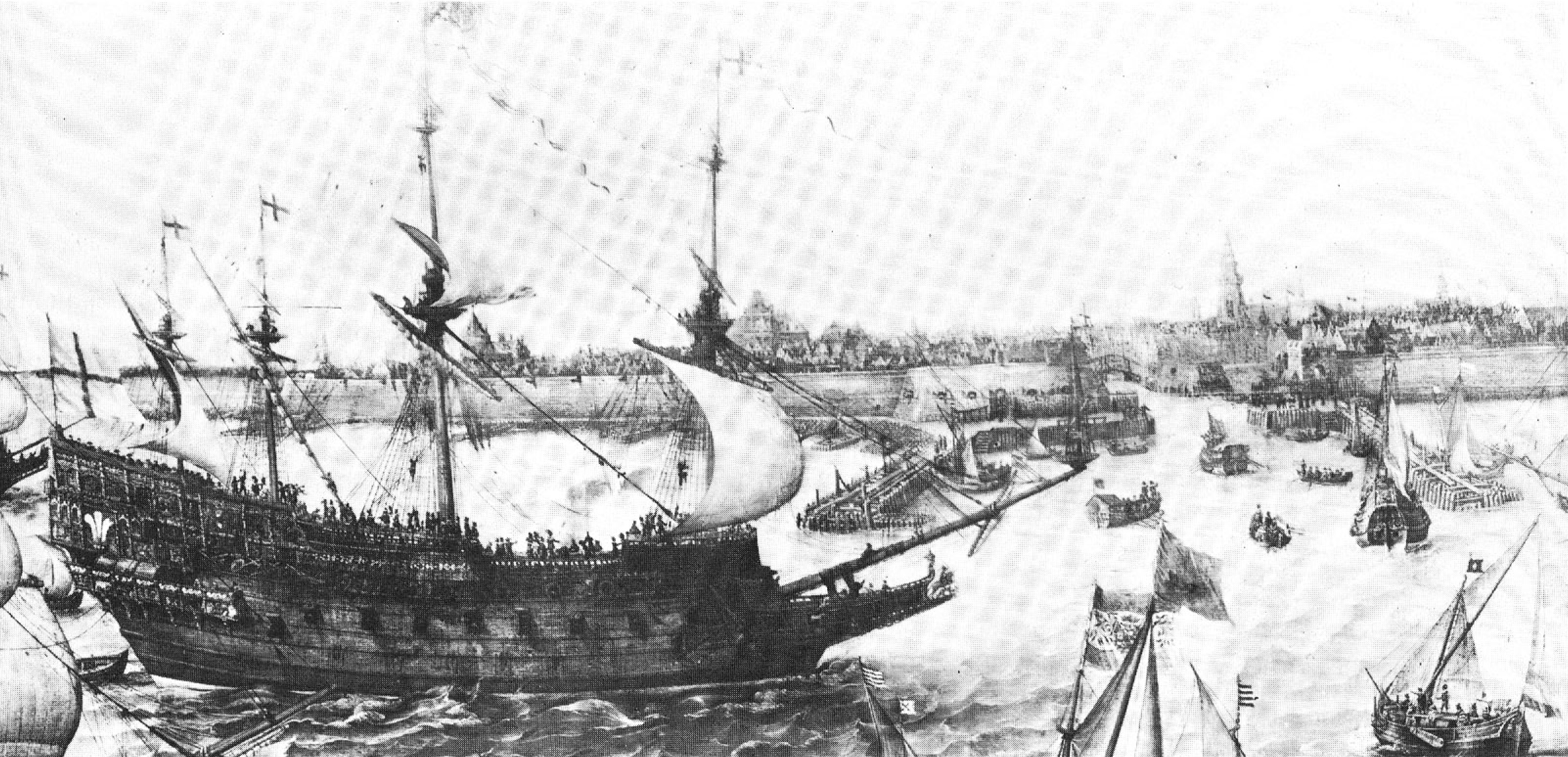
HMS Prince Royal in Vlissingen (1613)
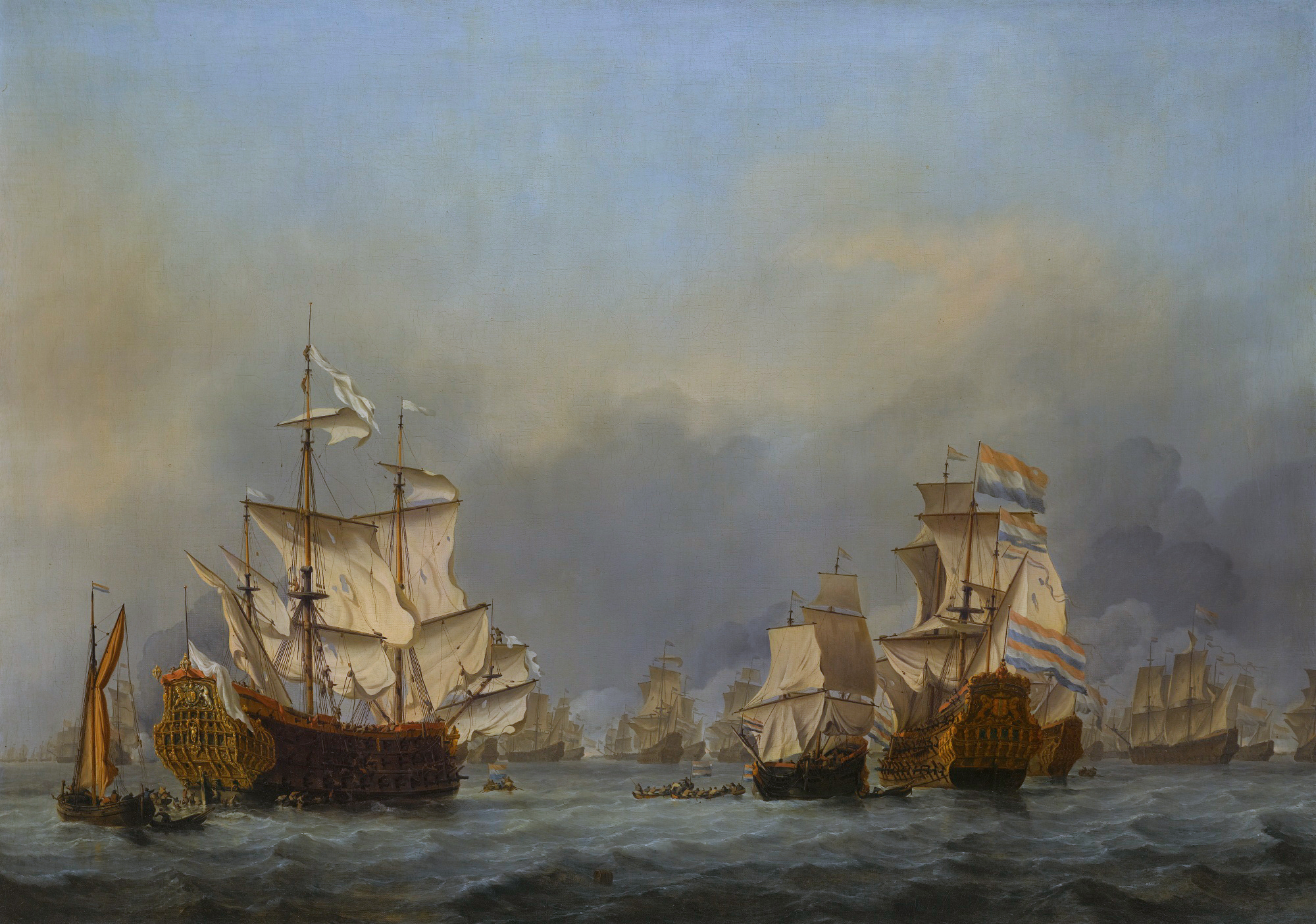
De overgave, geschilderd door Willem van de Velde de Jonge
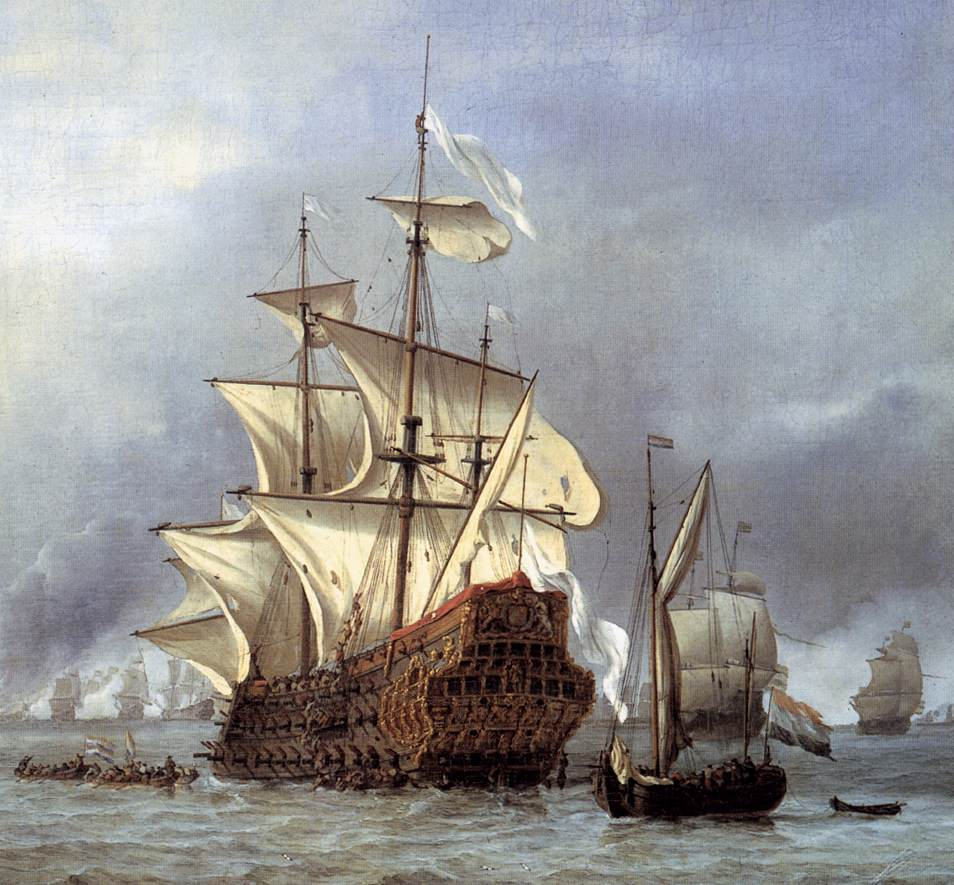
De inname, geschilderd door Willem van de Velde de Jonge